# Punta Correntada
La punta Correntada (en inglés: Race Point) es un cabo ubicado en el extremo noroeste de la isla Soledad del archipiélago de las Malvinas, que según la Organización de las Naciones Unidas (ONU), está en litigio de soberanía entre el Reino Unido, quien la administra como parte del territorio británico de ultramar de las Malvinas, y la Argentina, quien reclama su devolución, y la integra en el departamento Islas del Atlántico Sur de la provincia de Tierra del Fuego, Antártida e Islas del Atlántico Sur.
Este cabo marca la punta occidental de la bahía del Medio y se encuentra en las aguas de la ensenada del Norte. Asimismo cierra por el este la boca septentrional del estrecho de San Carlos que lo separa de la punta Roca Blanca en la isla Gran Malvina. También se halla al norte del promontorio Güemes, y demás escenarios de la batalla de San Carlos ocurrida luego del desembarco británico durante la guerra de las Malvinas de 1982. 
Este accidente geográfico es uno de los puntos que determinan las líneas de base de la República Argentina, a partir de las cuales se miden los espacios marítimos que rodean al archipiélago.